# كولن كول
كولن كول (7 يوليو 1916 في المملكة المتحدة - 22 يوليو 1994 في المملكة المتحدة) (بالإنجليزية: Colin Cole)‏ هو لاعب كريكت بريطاني وبريطاني (وحمل سابقاً جنسية المملكة المتحدة لبريطانيا العظمى وأيرلندا). لعب مع Kent County Cricket Club ‏.

## وصلات خارجية
- كولن كول على موقع إي آس بي آن كريك إنفو (الإنجليزية)